# André Gonçalves Dias
André Gonçalves Dias  (São Bernardo do Campo, 15 de maio de 1979) é um ex-futebolista brasileiro que atuava como zagueiro.

## Carreira
André Dias iniciou sua carreira na Copa São Paulo de Futebol Júnior de 1999 jogando pelo Palestra de São Bernardo. Depois foi para o Paraná, seguindo posteriormente para o Flamengo. 
Depois do Flamengo, André passou pelo Paysandu e pelo Goiás, antes de chegar ao São Paulo em 2006. Após sua transferência ao clube do Morumbi, uma pendência jurídica chegou a impedir o defensor de atuar. Após negociações, os goianos, que cobravam R$4 milhões, resolveram ceder e, em troca de R$2 milhões (o dobro do que inicialmente ofereciam os paulistas), liberaram o jogador novamente à ação. Conquistou uma posição na zaga titular graças às boas atuações e, ainda em 2006, participou da conquista do Campeonato Brasileiro. Em 2007 foi novamente campeão brasileiro e em 2008 foi um dos destaques da equipe na conquista do hexacampeonato do torneio, sendo considerado um dos melhores zagueiros da competição.
Para o jogo contra o Chile pelas Eliminatórias da Copa do Mundo de 2010, André Dias foi surpresa ao ser convocado de última hora para a Seleção Brasileira por Dunga, na vaga de Lúcio, que teve de cumprir suspensão. Foi a primeira convocação do defensor em sua carreira, e juntou-se ao seu companheiro de clube Miranda.
Em 2010, é vendido para a Lazio por 2,5 milhões de euros (6,5 milhões de reais), com um contrato de 3 anos e meio.
Em Dezembro de 2013, após quase quatro anos atuando no futebol italiano, Dias, sob permissão de seu clube, a Lazio, pode ouvir propostas de clubes brasileiros interessados. Dessa maneira, dentro de poucos meses - pois seu contrato com os europeus encerra-se em julho seguinte - o zagueiro pode voltar a atuar em seu país. Como justificativa, o ex-são-paulino disse querer ficar mais perto da família e que, apesar de sua grande identificação com o Tricolor Paulista, não tem preferência por clubes.
O contrato de André Dias com a equipe italiana (Lázio) se encerrou em julho de 2014.

## Títulos
Paraná Clube
- Campeonato Brasileiro - Módulo Amarelo: 2000

Flamengo
- Copa dos Campeões: 2001
- Campeonato Carioca: 2001
- Taça Guanabara: 2001

São Paulo
- Campeonato Brasileiro: 2006, 2007 e 2008

Lazio
- Coppa Italia: 2012-13

## Prêmios
- Bola de Prata: 2008, 2009
- Seleção do Campeonato Brasileiro: 2009

## Estatísticas

### São Paulo
| Clube     | Temporada | Campeonato Brasileiro | Campeonato Brasileiro | Copa do Brasil | Copa do Brasil | Copa Libertadores | Copa Libertadores | Copa Sul-Americana | Copa Sul-Americana | Campeonato Paulista | Campeonato Paulista | Total | Total |
| Clube     | Temporada | Jogos                 | Gols                  | Jogos          | Gols           | Jogos             | Gols              | Jogos              | Gols               | Jogos               | Gols                | Jogos | Gols  |
| --------- | --------- | --------------------- | --------------------- | -------------- | -------------- | ----------------- | ----------------- | ------------------ | ------------------ | ------------------- | ------------------- | ----- | ----- |
| São Paulo | 2006      | 18                    | 1                     | 0              | 0              | 8                 | 0                 | 0                  | 0                  | 11                  | 2                   | 37    | 3     |
| São Paulo | 2007      | 30                    | 1                     | 0              | 0              | 5                 | 0                 | 5                  | 0                  | 12                  | 0                   | 52    | 1     |
| São Paulo | 2008      | 32                    | 3                     | 0              | 0              | 6                 | 0                 | 0                  | 0                  | 18                  | 0                   | 56    | 3     |
| São Paulo | 2009      | 29                    | 1                     | 0              | 0              | 5                 | 0                 | 0                  | 0                  | 15                  | 2                   | 49    | 3     |
| São Paulo | 2010      | 0                     | 0                     | 0              | 0              | 0                 | 0                 | 0                  | 0                  | 3                   | 1                   | 3     | 1     |
| Total     | Total     | 109                   | 6                     | 0              | 0              | 24                | 0                 | 5                  | 0                  | 59                  | 5                   | 197   | 11    |

### Lazio
| Clube | Temporada | Campeonato Italiano | Campeonato Italiano | Copa da Itália | Copa da Itália | liga dos Campeões | liga dos Campeões | Liga Europa | Liga Europa | Supercopa da Itália | Supercopa da Itália | Total | Total |
| Clube | Temporada | Jogos               | Gols                | Jogos          | Gols           | Jogos             | Gols              | Jogos       | Gols        | Jogos               | Gols                | Jogos | Gols  |
| ----- | --------- | ------------------- | ------------------- | -------------- | -------------- | ----------------- | ----------------- | ----------- | ----------- | ------------------- | ------------------- | ----- | ----- |
| Lazio | 2009–2010 | 12                  | 2                   | 0              | 0              | 0                 | 0                 | 0           | 0           | 0                   | 0                   | 12    | 2     |
| Lazio | 2010–2011 | 33                  | 2                   | 1              | 0              | 0                 | 0                 | 0           | 0           | 0                   | 0                   | 34    | 2     |
| Lazio | 2011–2012 | 23                  | 0                   | 1              | 1              | 0                 | 0                 | 7           | 0           | 0                   | 0                   | 31    | 1     |
| Lazio | 2012–2013 | 27                  | 0                   | 1              | 0              | 0                 | 0                 | 6           | 0           | 0                   | 0                   | 34    | 0     |
| Lazio | 2013–2014 | 10                  | 1                   | 2              | 0              | 0                 | 0                 | 0           | 0           | 1                   | 0                   | 13    | 1     |
| Total | Total     | 105                 | 5                   | 5              | 1              | 0                 | 0                 | 13          | 0           | 1                   | 0                   | 124   | 6     |